# 大順 (政權)
大順（1643年—1646年），或称李顺，是明朝末年民變領袖闖王李自成在推翻明朝之际建立的政权，但旋即被清軍击败，其殘部最后歸順南明。

## 历史

### 大順的建立
明朝末期，朝政腐敗，加上连年的旱灾蝗灾和官府剝削，大量秦蜀地區流民、饑民爆發民變，即所謂「流寇」。這些農民採取游擊及分頭進攻之戰術，嚴重拖累明朝兵力。
1636年，民變領袖闖王高迎祥，被明軍將領洪承疇、孫傳庭等圍殺，其甥闖將李自成便繼位為闖王，俗稱“李闖”。
1641年，李自成陷洛陽，殺死洛陽福王朱常洵，並與諸將煮食朱常洵之屍體而分食之。抄沒福王府邸後，李自成軍隊也得到了大批糧餉。
1643年十月，李自成攻破潼關，十一月占领西安。
此外，張獻忠領導的軍隊主要在南方發展，先控制湖廣地區，之後又攻略四川，是為大西政權。但是，李自成與張獻忠並未維持合作關係，而是互相鬥爭。
崇禎十七年（1644年）正月，李自成在西安称帝，國號大順，改元永昌。以牛金星为天佑殿大学士，封三弟李自敬為王，號三千歲，功臣以五等爵，刘宗敏、田见秀等十九人为侯。三月，李自成陷大同、宣府、居庸關，十七日兵臨北京城下。十八日克北京外城。三月十九晨，李自成入紫禁城，崇禎帝自縊於北京煤山，是為甲申之變，明朝滅亡。

### 衰敗
吳三桂引清兵入關，合殲闖軍。1644年四月廿一日，李自成親征吳三桂，于一片石之战中，清軍和山海關吳三桂軍击败大順軍。四月廿九日，李自成在北京紫禁城武英殿匆匆即位再登基（此為顯示正統之舉，如同時期的清順治帝先在盛京即皇帝位，入關後也在紫禁城再次舉行登基大典），深夜便焚燒宮殿與九門城樓，接著向西撤退，闖軍僅駐北京四十一日。

### 灭亡
之後，闖軍战略决策失误，與清軍交戰時節節敗退。1645年夏，李自成在湖北通山縣南九宮山被忠於明朝的地方武裝殺害（一說自殺、失蹤、遁入空門等）。李自成三弟李自敬被諸將擁立繼位，並以李自成妻高氏為皇太后，但他在永昌三年（1646年）被清軍殺害。李自成之侄李過繼任統帥，和南明政權合作，但不奉詔；內部仍稱李自成先帝、高氏皇太后，并继续使用“永昌”年号。後來李過駐守南寧，永昌六年（1649年）十一月二十五日病死。但大順軍余部仍堅持抵抗至康熙三年（1664年），结束的标志是李过的义子李来亨在茅麓山战役失败后自焚。

## 君主
李自成，世居怀远堡李继迁寨（今陕西横山），順建于崇祯十七年（1644年）正月，以「大順」為國號，称帝时追尊七代皆為帝后，李自成称皇帝後仅一年便亡国。大順先以西安為西京，随后又入主北京，領土一度囊括中原多省之範圍，包括今日京津、河北山西長城以南地區、湖北大部、山東、河南、陝西、甘肅。
大順初年武力較盛，曾于建國當年春（1644年）東入太原，攻克大同等地。1644年4月24日（舊曆三月十八）攻陷北京，滅明朝。但於同年五月始，一片石戰役後，清軍入關，大順敗歸西安後迅速走向衰亡。
1644年5月，清兵攻克北京，李自成逃往西安。但由於大順軍在潼關列陣迎戰，清軍因主力及大砲尚未到達，堅守不戰，又延續了一年。
1645年，清軍以紅衣大炮攻破潼關，李自成採避戰的方式去应对清军的进攻，經襄陽逃入湖北，試圖與武昌的明朝總兵左良玉聯合抗清，左良玉東進南京，去南明朝廷「清君側」，征討馬士英途中病死。4月李自成入武昌，但為清軍一擊即潰。5月在江西再敗，後在湖北通山縣南九宮山為明朝地方武装所殺（亦有說李自成自殺、下落不明或出家為僧等）。
| 姓名                      | 在位時間       | 年號 |
| ------------------------- | -------------- | ---- |
| 李自成 （1606年－1645年） | 1643年－1645年 | 永昌 |
| 李自敬 （?－1646年）      | 1645年－1646年 | 永昌 |
| 李过 （?－1649年）        | 1646年         | 永昌 |

李自成死后，其三弟李自敬继位为大顺皇帝。1646年，李自敬降清，旋即被杀，大顺余部推举李自成之侄李过为主，但未称帝。不久，李过归降南明隆武政权，去大顺国号，但仍使用永昌年号。近年有李过後人整理出大順文書3543件。

## 制度
官制上大体依照唐制，略加修订，改内阁为天佑殿、六部为六政府，设有大学士、尚书、侍郎等，地方改巡抚为节度使、巡按為直指使，军事设前后左右中各营，权将军、制将军、威武将军、果毅将军等，其中权将军地位最高，入北京后规定：文官都受权将军刘宗敏节制，这与明朝显然不同。
另外還制定科举改革政策，認為八股文腐敗，改采用散文考試，但未及遍行，政权即告灭亡。
从《大顺律》仅存卷十四来看，本卷为“刑律”，应沿用大明律。推之，《大顺律》应有十六卷。
又让劉宗敏等設立比餉鎮撫司，搜刮京城官員大戶的財產。規定助餉額為「中堂十萬，部院京堂錦衣七萬或五萬三萬，道科吏部五萬三萬，翰林三萬二萬一萬，部屬而下則各以千計」，前明舊臣大多無一倖免，國丈周奎、首輔魏藻德等皆因繳銀不足被拷問致死。

### 国号
明朝中期以后，假托刘伯温所作的《烧饼歌》一书中，有“树上挂曲尺，遇顺则止”的谶纬，故明末李自成取“大顺”为国号，张献忠取“大顺”为年号，清朝取“顺治”为年号。

### 五德
依据五德终始思想，以明朝为火德王。大顺取水灭火之义，规定以水德王，衣服尚蓝。

### 封爵
- 王公：三千岁李自敬、秦王张献忠、宋王朱慈烺、定安公朱慈炯
- 侯九人[7]：汝侯刘宗敏、泽侯田见秀、蕲侯谷可成、亳侯李過、磁侯刘芳亮、义侯张鼐（李双喜）、绵侯袁宗第、淮侯劉希堯、岳侯刘世俊、赵侯[8]、襄南侯
- 伯七十二人：光山伯刘体纯、太平伯吴汝义、巫山伯马世耀、武阳伯李友、平南伯刘忠、文水伯陈永福、桃源伯白广恩、确山伯王良智、京山伯陈荩、鄢陵伯刘苏、伯爵任继荣、伯爵辛思忠、伯爵党守素、伯爵刘汝魁、伯爵白鸠鹤、伯爵张能、伯爵牛万才、伯爵蔺养成、伯爵左光先、伯爵牛成虎、伯爵马科、衡山伯、繁峙伯、襄阳伯朱由樻、枣阳伯朱在城、宣城伯朱绍圮、顺义伯朱术<木受>等
- 子三十人：宁陵子田虎等
- 男五十五人：临朐男高一功等

### 組織架構

#### 文职
内阁改为天佑殿，翰林院改为弘文院，六部改为六政府，文选司改为文谕院，六科给事中改为谏议，十三道御史改为直指史，太仆寺改为验马寺，尚宝司改为尚玺寺。废除詹事府，裁并太常寺、鸿胪寺，所管事务归礼政府。
- 天佑殿大學士：牛金星[9]
- 開國大軍師：宋献策
- 六政府尚書：
  - 吏政尚書宋企郊、戶政尚書陸之祺→楊王休、禮政尚書鞏焴、兵政尚書張嶙然→喻上猷、刑政尚书安兴民、工政尚书侯恂等

#### 武职
五军都督府改为五军部，正总兵改为正总权，副总兵改为总制，守备改为守旅，把总改为总旗。
- 将军：
  - 權將軍：田見秀、劉宗敏[10]
  - 制將軍：李岩、賀錦、劉希堯、刘芳亮、袁宗第、李过
  - 威武將軍：張鼐、黨守素、辛思忠、李友、刘汝魁
  - 果毅將軍：谷可成、任維榮、吴汝义、马世耀、白鸠鹤、刘体纯、谢君友、田虎、张能、马重僖、贺兰、路应标、高一功

#### 地方官职
巡抚改为节度使，布政司改为统会，兵备改为防御使，知府改为府尹，知州改为州牧，知县改为县令。

## 研究書目
- Frederic E. Wakeman, Jr.（魏斐德）著，陳蘇鎮 等 譯：《洪業——清朝開國史》（南京：江蘇人民出版社，1992年）.

| 前朝： 大明 | 中国朝代 | 后朝： 大清 |